# Tomas Vaitkus

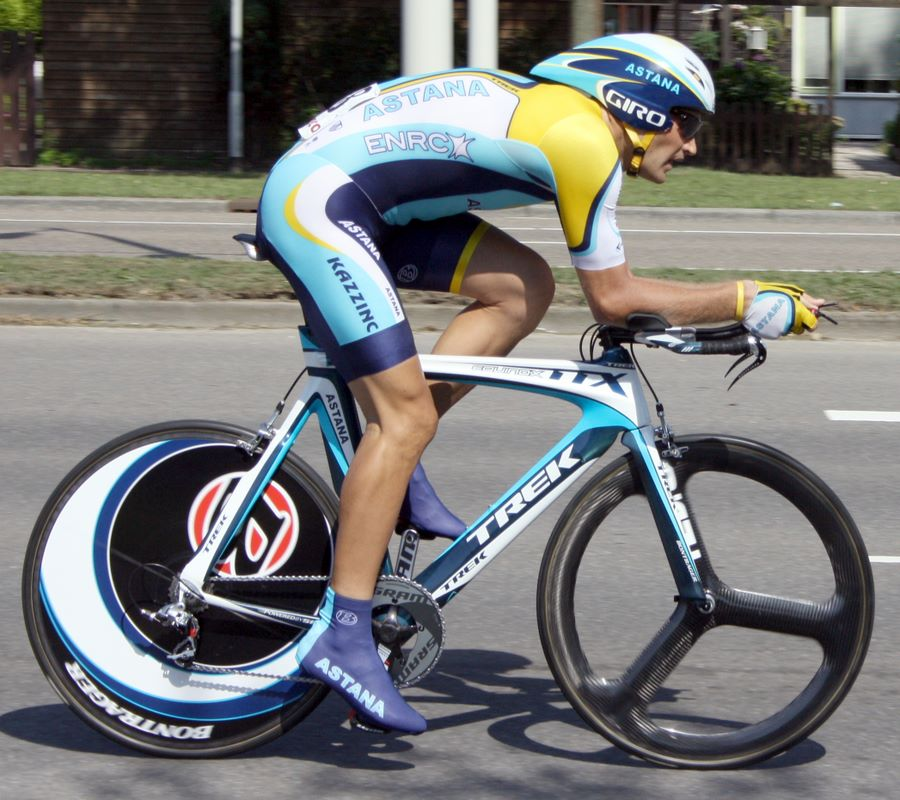
Tomas Vaitkus, Eneco Tour 2009.

Tomas Vaitkus, född 4 februari 1982 i Klaipeda i Sovjetunionen, är en litauisk professionell tävlingscyklist som sedan 2012 tävlar för det australiska UCI ProTour-stallet Orica-GreenEDGE.

## Karriär
I slutet av 2002 vann Tomas Vaitkus världsmästerskapen i tempolopp för cyklister under 23. Året därpå blev han professionell med det belgiska stallet Landbouwkrediet-Colnago. Samma år vann han de litauiska nationsmästerskaps tempolopp, en titel som han även tog året därpå. Säsongen 2004 vann han också de litauiska nationsmästerskap på landsväg.
Under säsongen 2007 cyklade Vaitkus för Discovery Channel Pro Cycling Team. Men när TV-kanalen Discovery Channel inte förlängde kontraktet som sponsor för cykelstallet följde Vaitkus med ett flertal av sina stallkamrater till Astana Team.
Vaitkus vann en etapp på Giro d'Italia 2006 och blev därmed den förste cyklisten från Litauen att göra det. Han deltog i sitt första Tour de France 2007 men var tvungen att avbryta loppet efter en olycka i slutet på etapp 2.
I februari 2008 tog Vaitkus sin första seger med det nya stallet Astana när han vann den andra etappen av Volta ao Algarve framför Robert Förster. I mars vann han Ronde van het Groene Hart framför bland annat Wouter Weylandt, som vann tävlingen 2007. Under säsongen slutade han också tvåa på Trofeo Calvia och på etapp 1 av Volta ao Algarve. Senare under säsongen vann Vaitkus de litauiska nationsmästerskap på landsväg. Tidigare den veckan hade han slutat tvåa på de litauiska mästerskapens tempolopp efter Ignatas Konovalovas. Vaitkus slutade även tvåa på etapp 4 av Vuelta a Burgos efter den vitryska cyklisten Jaŭhen Hutarovitj.
Under säsongen 2009 slutade Vaitkus på 12:e plats på Benelux Tours etapp 1 bakom Tyler Farrar, Tom Boonen, Edvald Boasson Hagen, Graeme Brown, Robert Förster, Jaŭhen Hutarovitj, Tom Veelers, Roy Sentjens, Mathew Hayman, Juan José Haedo och Renaud Dion.

## Meriter
2002
U23-världsmästare i tempolopp
2003 – Landbouwkrediet-Colnago
1:a,  Nationsmästerskapens tempolopp
1:a, etapp 5 — Danmark Rundt
2:a, GP Erik Breukink
2:a, Nationsmästerskapens linjelopp
3:a, etapp 4, Tour du Poitou-Charentes et de la Vienne
2004 – Landbouwkrediet-Colnago
1:a, etapp 5 — Danmark Rundt
1:a,  Nationsmästerskapens linjelopp
1:a,  Nationsmästerskapens tempolopp
1:a, jaktstart lag herrar, Moskva
2:a, etapp 8, Giro d'Italia 2004
2:a, etapp 6 — Danmark Rundt
3:a, Omloop van het Waasland-Kemzeke
3:a, etapp 4, Course de la Solidarité Olympique
2005 – AG2R Prévoyance
1:a, Grand Prix Ühispanga Tartu
2:a, Scheldeprijs Vlaanderen
2:a, etapp 2, Dunkirks fyradagars
2:a, etapp 5, Dunkirks fyradagars
2:a, Nationsmästerskapens tempolopp
2:a, Europeiska mästerskapen – bana
2:a, etapp 2, Tour de la Région Wallonne
2:a, etapp 6, Post Danmark Rundt
3:a, etapp 4, Tour de la Région Wallonne
3:a, etapp 4, Post Danmark Rundt
4:a, Sammanställning — Danmark Rundt
2006 – Ag2r Prévoyance
1:a, etapp 9 — Giro d'Italia 2006
3:a, etapp 6, Giro d'Italia
2007 – Discovery Channel Pro Cycling Team
2:a, etapp 4, Polen runt
3:a, Trofeo Alcudia
3:a, Volta ao Algarve
3:a, etapp 1, Volta ao Algarve
3:a, etapp 3, Volta ao Algarve
3:a, etapp 2, Driedaagse van De Panne
2008 – Astana Team
1:a, etapp 2 — Volta ao Algarve
1:a, Ronde van het Groene Hart
1:a,  Nationsmästerskapens linjelopp
2:a, etapp 1, Volta ao Algarve
2:a, Trofeo Calvia
2:a, Nationsmästerskapens tempolopp
2:a, etapp 4, Vuelta a Burgos

## Stall
- Landbouwkrediet-Colnago 2003–2004
- Ag2r Prévoyance 2005–2006
- Discovery Channel Pro Cycling Team 2007
- Astana Team 2008–2009
- Team RadioShack 2010
- Astana Team 2011
- Orica GreenEDGE 2012–